# Mantel (Altes Ägypten)
Der Mantel stellt ein altägyptisches Insigne der Könige (Pharaonen) und Kindgottheiten dar. 

## Mythologische Verbindungen

### Ursprünge

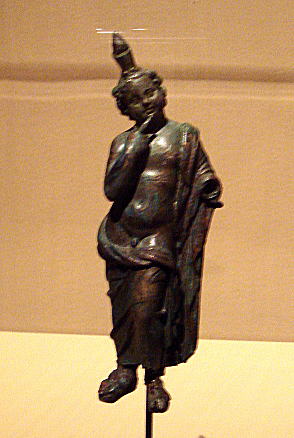
Der Mantel des Hor-pa-chered.

Der Mantel ist bereits seit der frühdynastischen Zeit belegt. Eine genaue Definition des Mantels konnte in der Ägyptologie bislang nicht vorgenommen werden, da die Bedeutung nicht geklärt ist. Ursprünglich diente der Mantel als Charakteristikum des Königs und einzelner Gottheiten dem Verbergen des Körpers beziehungsweise von Körperteilen. 

### Griechisch-römische Zeit
Im Gegensatz zu der ursprünglichen Verwendung diente der Mantel seit der ptolemäischen Zeit den Kindgottheiten mit dem Namensanhang „pa-chered“ (das Kind) nicht dem Verbergen, sondern als Umrahmung der nackten Körperpartien, beispielsweise des Hor-pa-chered.
Da Kindgottheiten mit der Namenserweiterung „pa-chered“ in enger mythologischer Verbindung zum König standen, kann es sich bei dem zugehörigen Mantel um ein ikonografisches Stilmittel handeln, das unter anderem den Träger als kindlichen Nachfolger oder späteren König ausweist. Osiris ist im Tempel von Philae mit einem ähnlichen Kleidungsstück dargestellt, wobei der genaue thematische Bezug unklar bleibt.
Der zumeist glatt-blaue Mantelstoff besaß eine am Saum befindliche Borte mit mehreren parallel verlaufenden Streifen, die mit mehrfarbigen (violett, grün, rot, blau) Rechtecken verziert waren. Im Bildprogramm wurde der Mantel fast immer für stehende Kindgottheiten benutzt. 
Eine Befestigung ist nicht erkennbar. Der Saum des Mantels beginnt zumeist am Ellenbogen, führt weiter über den vorderen Arm, der bis zum Mund reicht, um danach in einem Bogen bis zu den Fußgelenken zu gelangen.